# ФК Зимбру Кишињев
ФК Зимбру је молдавски фудбалски клуб из Кишињева. Клуб је основан 1947. године, а своје домаће утакмице игра на ,,Зимбру Стадиону" капацитета 10.400 седећих места. Клуб тренутно наступа у Националној дивизији, највишем рангу молдавског фудбала.
Зимбру је једини молдавски клуб који је наступао у Првенству Совјетског Савеза када је дебитовао 1956. године. Након проглашења независности Молдавије клуб учествује у Националној дивизији, где је други по успешности са осам шампионских титула.

## Историја
Клуб је основан 16. маја 1947. године у Молдавској Совјетској Републици. Име Зимбру је румунска реч и у преводу значи Европски бизон који се и налази на грбу клуба. Клуб је раније носио више различитих имена:
- ФК Динамо: 1947 - 1949
- ФК Буревестник: 1950 - 1957
- ФК Молдавија: 1958 - 1965
- ФК Авантул: 1966
- ФК Молдавија: 1967 - 1971
- ФК Нистру: 1972 - 1990
- ФК Зимбру Кишињев: 1991 -

Највећи успех клуба томом такмичења у Првенству Совјетског Савеза било је освајање 6. места 1956. године и 1963. када су стигли до четвртфинала Совјетског купа.
У независној Молдавији, клуб има осам освојених шампионских титула,  шест трофеја у  Купу Молдавије као и један Суперкуп.

## Трофеји
- Национална дивизија Молдавије
  - Победник (8):1992, 1992/93, 1993/94, 1994/95, 1995/96, 1997/98, 1998/99, 1999/00
- Куп Молдавије
  - Победник (6):1996/97, 1997/98, 2002/03, 2003/04, 2006/07, 2013/14
- Суперкуп Молдавије
  - Победник (1):2014

## ФК Зимбру Кишињев у европским такмичењима
| Сезона  | Такмичење            | Коло        | Клуб              | Дом. | Гост | Укупно       |
| ------- | -------------------- | ----------- | ----------------- | ---- | ---- | ------------ |
| 1993/94 | Лига шампиона        | кв.         | Беитар Јерусалим  | 1:1  | 0:2  | 1–3          |
| 1994/95 | Куп УЕФА             | кв.         | Хонвед            | 0:1  | 1:4  | 1–5          |
| 1995/96 | Куп УЕФА             | кв.         | Хапоел Тел Авив   | 2:0  | 0:0  | 2–0          |
| 1995/96 | Куп УЕФА             | 1. коло     | РАФ Јелгава       | 1:0  | 2:1  | 3–1          |
| 1995/96 | Куп УЕФА             | 2. коло     | Спарта Праг       | 0:2  | 3:4  | 3–6          |
| 1996/97 | Куп УЕФА             | кв.         | Хајдук Сплит      | 0:4  | 1:2  | 1–6          |
| 1997/98 | Куп победника купова | кв.         | Шахтјор           | 1:1  | 0:3  | 1–4          |
| 1998/99 | Лига шампиона        | 1. коло кв. | Ујпешт            | 1:0  | 1:3  | 2–3          |
| 1999/00 | Лига шампиона        | 1. коло кв. | Ст.Патрик Атлетик | 5:0  | 5:0  | 10–0         |
| 1999/00 | Лига шампиона        | 2. коло кв. | Динамо Тбилиси    | 2:0  | 1:2  | 3–2          |
| 1999/00 | Лига шампиона        | 3. коло кв. | ПСВ               | 0:0  | 0:2  | 0–2          |
| 1999/00 | Куп УЕФА             | 1. коло     | Тотенхем          | 0:0  | 0:3  | 0–3          |
| 2000/01 | Лига шампиона        | 1. коло кв. | Тирана            | 3:2  | 3:2  | 6–4          |
| 2000/01 | Лига шампиона        | 2. коло кв. | Марибор           | 2:0  | 0:1  | 2–1          |
| 2000/01 | Лига шампиона        | 3. коло кв. | Спарта Праг       | 0:1  | 0:1  | 0–2          |
| 2000/01 | Куп УЕФА             | 1. коло     | Херта Берлин      | 1:2  | 0:2  | 1–4          |
| 2001/02 | Куп УЕФА             | кв.         | Газијантепспор    | 0:0  | 1:4  | 1–4          |
| 2002/03 | Куп УЕФА             | кв.         | Гетеборг          | 3:1  | 2:2  | 5–3          |
| 2002/03 | Куп УЕФА             | 1. коло     | Бетис             | 0:2  | 1:2  | 1–4          |
| 2003/04 | Куп УЕФА             | кв.         | Литекс            | 2:0  | 0:0  | 2–0          |
| 2003/04 | Куп УЕФА             | 1. коло     | Арис              | 1:1  | 1:2  | 2–3          |
| 2006/07 | Куп УЕФА             | 1. коло кв. | Карабаг           | 1:1  | 2:1  | 3–2          |
| 2006/07 | Куп УЕФА             | 2. коло кв. | Металург          | 0:0  | 0:3  | 0–3          |
| 2007/08 | Куп УЕФА             | 1. коло кв. | Петржалка         | 2:2  | 1:1  | 2–2 (пгг)    |
| 2009/10 | Лига Европе          | 1. коло кв. | Окжетпес          | 1:2  | 2:0  | 3–2          |
| 2009/10 | Лига Европе          | 2. коло кв. | Фереира           | 0:0  | 0:1  | 0–1          |
| 2012/13 | Лига Европе          | 1. коло кв. | Бангор сити       | 2:1  | 0:0  | 2–1          |
| 2012/13 | Лига Европе          | 2. коло кв. | Јанг Бојс         | 1:0  | 0:1  | 1–1 (1:4пен) |
| 2014/15 | Лига Европе          | 1. коло кв. | Шкендија          | 2:0  | 1:2  | 3–2          |
| 2014/15 | Лига Европе          | 2. коло кв. | ЦСКА Софија       | 0:0  | 1:1  | 1–1 (пгг)    |
| 2014/15 | Лига Европе          | 3. коло кв. | Гредиг            | 0:1  | 2:1  | 2–2 (пгг)    |
| 2014/15 | Лига Европе          | плеј-оф     | ПАОК              | 1:0  | 0:4  | 1–4          |
| 2016/17 | Лига Европе          | 1. коло кв. | Чихура            | 0:1  | 3:2  | 3–3 (пгг)    |
| 2016/17 | Лига Европе          | 2. коло кв. | Османлиспор       | 2:2  | 0:5  | 2–7          |